# SSV Ulm 1846
SSV Ulm 1846 Fußball is een Duitse voetbalclub uit Ulm, Baden-Württemberg. Tot maart 2009 was de club een onderdeel van een van de oudste en grootste sportclubs van het land, SSV Ulm 1846. Voetbal is slechts een van de 20 sporten die de club aan zijn 12 000 leden aanbiedt. Door financiële problemen werd de club in maart 2009 een zelfstandige club los van de overkoepelende club. De naam SSV Ulm 1846 is in gebruik sinds 1970 door een fusie van TSG 1846 Ulm en 1. SSV Ulm.

## 1. SSV Ulm
In 1922 splitste de zwemafdeling van TB Ulm zich af en richtte 1. Schwimmverein Ulm op. Op 12 oktober sloot SV Schwaben, dat zich van TV Ulm afgesplitst had, zich bij de club aan en de naam werd nu 1. Schwimm- und Sportverein Ulm 1928. De club speelde vanaf 1933 in de Gauliga Württemberg waar ze maar middelmatige resultaten behaalden. Na WOII speelden ze in de 3de en 4de klasse tot de club in 1970 fusioneerde met TSG Ulm.

## SSV Ulm 1846
Op het moment van de fusie speelden beide clubs in de Amateurliga Nordwürttemberg (3de), ook het volgende decennia zou in deze klasse doorgebracht worden. In 1980 promoveerde de club naar de 2. Bundesliga, de club eindigde 5de in 1982 de andere prestaties waren minder goed en na enkele seizoenen degradeerde de club opnieuw om weer een tijd in 3de te blijven. Eind jaren 90 keerde de club terug naar 2de en een 3de plaats gaf recht op promotie naar de Bundesliga voor het seizoen 1999-2000. Hoewel de degradatie pas op de laatste speeldag definitief was stond de club nooit hoger dan de 16de plaats. Het volgende seizoen was catastrofaal met opnieuw een 16de plaats en een degradatie naar de Regionalliga Süd omdat ze geen licentie kregen vanwege de slechte financiële status. De club zakte nog verder weg, naar de 5de klasse. De club kon weer promoveren naar de Regionalliga maar begin 2011 ging Ulm failliet en moet daardoor opnieuw degraderen. In 2012 werd de club weer kampioen en promoveerde. In 2014 ging de club voor de derde maal failliet. In 2016 promoveerde de club terug. Tot en met 2023 was de club actief in de Regionalliga waar het in dat jaar promotie wist af te dwingen, door middel van het kampioenschap, naar de 3. Bundesliga. Na een enkel seizoen promoveerde de club wederom door het kampioenschap terug de 2. Bundesliga.

## Overzichtslijsten
| Niveau | Aantal | Periode (1970-2026)                                              |
| ------ | ------ | ---------------------------------------------------------------- |
| I      | 1      | 1999-2000                                                        |
| II     | 9      | 1979-1981, 1983-1985, 1986-1988, 1998-1999, 2000-2001, 2024-2025 |
| III    | 24     | 1970-1979, 1981-1983, 1985-1986, 1988-1998, 2023-2024, 2025-.... |
| IV     | 18     | 2002-2011, 2012-2014, 2016-2023                                  |
| V      | 4      | 2001-2002, 2011-2012, 2014-2016                                  |

### Eindklasseringen vanaf 1964 (grafisch)
- 1964 3e
Niveau 3
- 1965 13e
Niveau 3
- 1966 1e
Niveau 3
- 1967 6e
Niveau 3
- 1968 4e
Niveau 3
- 1969 7e
Niveau 3
- 1970 7e
Niveau 3
- 1971 3e
Niveau 3
- 1972 1e
Niveau 3
- 1973 1e
Niveau 3
- 1974 2e
Niveau 3
- 1975 4e
Niveau 3
- 1976 5e
Niveau 3
- 1977 1e
Niveau 3
- 1978 1e
Niveau 3
- 1979 1e
Oberliga
- 1980 16e
2. Bundesliga
- 1981 5e
2. Bundesliga
- 1982 1e
Oberliga
- 1983 1e
Oberliga
- 1984 13e
2. Bundesliga
- 1985 20e
2. Bundesliga
- 1986 1e
Oberliga
- 1987 13e
2. Bundesliga
- 1988 19e
2. Bundesliga
- 1989 7e
Oberliga
- 1990 13e
Oberliga
- 1991 7e
Oberliga
- 1992 2e
Oberliga
- 1993 1e
Oberliga
- 1994 1e
Oberliga
- 1995 4e
Regionalliga
- 1996 3e
Regionalliga
- 1997 6e
Regionalliga
- 1998 1e
Regionalliga
- 1999 3e
2. Bundesliga
- 2000 16e
Bundesliga
- 2001 16e
2. Bundesliga
- 2002 2e
Verbandsliga
- 2003 2e
Oberliga
- 2004 6e
Oberliga
- 2005 2e
Oberliga
- 2006 3e
Oberliga
- 2007 2e
Oberliga
- 2008 2e
Oberliga
- 2009 7e
Regionalliga
- 2010 6e
Regionalliga
- 2011 17e
Regionalliga
- 2012 1e
Oberliga
- 2013 10e
Regionalliga
- 2014 15e
Regionalliga
- 2015 5e
Oberliga
- 2016 1e
Oberliga
- 2017 9e
Regionalliga
- 2018 9e
Regionalliga
- 2019 6e
Regionalliga
- 2020 7e
Regionalliga
- 2021 4e
Regionalliga
- 2022 2e
Regionalliga
- 2023 1e
Regionalliga
- 2024 1e
3. Liga
- 2025 17e
2. Bundesliga

- Niveau 1
- Niveau 2
- Niveau 3
- Niveau 4
- Niveau 5

| Legenda niveautijdlijn | Legenda niveautijdlijn      | Legenda niveautijdlijn      | Legenda niveautijdlijn      | Legenda niveautijdlijn    | Legenda niveautijdlijn |
| Liga                   | Seizoen 1963/64 t/m 1973/74 | Seizoen 1974/75 t/m 1993/94 | Seizoen 1994/95 t/m 2007/08 | Seizoen 2008/09 tot heden | Opmerking              |
| ---------------------- | --------------------------- | --------------------------- | --------------------------- | ------------------------- | ---------------------- |
| Bundesliga             | Niveau I                    | Niveau I                    | Niveau I                    | Niveau I                  |                        |
| 2. Bundesliga          | --                          | Niveau II                   | Niveau II                   | Niveau II                 |                        |
| 3. Liga                | --                          | --                          | --                          | Niveau III                |                        |
| Regionalliga           | Niveau II                   | --                          | Niveau III                  | Niveau IV                 |                        |
| Oberliga               | --                          | Niveau III *                | Niveau IV                   | Niveau V                  | * vanaf 1978/79        |